# 圣克鲁斯德帕尼亚瓜
圣克鲁斯德帕尼亚瓜，是西班牙埃斯特雷马杜拉卡塞雷斯省的一个市镇。总面积84平方公里，总人口439人（2001年），人口密度5人/平方公里。